# ケニア国立博物館
ケニア国立博物館 （英語: National Museums of Kenya ）は、ケニアの博物館、遺跡、記念物を管理する公共団体である。古生物学、民族誌学および生物多様性の研究と保全を行い、東アフリカにおける文化研究の中心となっている。その本部とナイロビ国立博物館はナイロビ中心地からほど近いMuseum Hill地区にある。ケニア国立博物館は、東アフリカ自然史協会（EANHS）によって、東アフリカの動植物の生息環境の科学的調査を実施することを目的として、1910年に設立され、今日では、ナイロビ国立博物館以外に21の地域博物館およびケニア国内の多くの遺跡や記念物を管理している。

## 他の博物館
ケニア国立博物館によって運営されているナイロビ国立博物館以外の博物館は以下の通りである。
- ナイロビ・ギャラリー（ナイロビ）
- ウフル・ガーデン（ナイロビ）
- 霊長類研究所（ナイロビ）
- カレン・ブリクセン博物館（ナイロビ）
- ジーザス・フォート（モンバサ）
- Jumba la Mtwana（ムトワパ、モンバサ近郊）
- ゲディ遺跡（ゲディ、マリンディ近郊）
- ハイラックス・ヒル先史遺跡と博物館（ナクル近郊）
- Kabarnet博物館（Kabarnet）
- Kapenguria博物館（Kapenguria）
- Kariandusi博物館（ギルギル近郊）
- キスム博物館（キスム）
- キタレ博物館（キタレ）
- Koobi Fora（Sibiloi国立公園）
- ラム博物館（ラム）
- メルー博物館（メルー）
- Mnarani遺跡（キリフィ）
- ナロク博物館（ナロク）
- Olorgesailie（マガディ近郊）
- Siyuフォート（パテ島）
- Takwa遺跡（マンダ島）
- Thimlich Ohinga（Migori近郊）